# Helen Donath
Helen Donath, z domu Erwin (ur. 10 lipca 1940 w Corpus Christi w stanie Teksas) – amerykańska śpiewaczka, sopran.

## Życiorys
Studiowała w Del Mar College w Corpus Christi (1954–1960) oraz w Nowym Jorku u Paoli Novikovej i Marii Berini (1962–1967). W 1958 roku rozpoczęła działalność koncertową recitalami, na scenie operowej zadebiutowała w 1962 roku w Kolonii rolą Inez w Trubadurze Giuseppe Verdiego. W latach 1963–1968 związana była z operą w Hanowerze, od 1965 do 1967 roku śpiewała też w operze we Frankfurcie nad Menem. W latach 1967–1970 występowała w operze w Monachium. W 1967 roku debiutowała na festiwalu w Salzburgu jako Pamina w Czarodziejskim flecie W.A. Mozarta, a w 1971 roku w mediolańskiej La Scali jako Micaëla w Carmen Bizeta. W 1971 roku zadebiutowała w ojczyźnie, jako Sofia w Kawalerze srebrnej róży Richarda Straussa w San Francisco Opera. W 1979 roku po raz pierwszy wystąpiła w Covent Garden Theatre w Londynie w roli Anny Trulove w The Rake’s Progress Igora Strawinskiego. W 1990 roku otrzymała od rządu bawarskiego tytuł Kammersängerin. W 2006 roku odznaczona została Krzyżem Zasługi I Klasy Orderu Zasługi Dolnej Saksonii.
W swoim repertuarze posiadała zarówno partie liryczne i dramatyczne w operach, jak też kantaty, oratoria i liczne pieśni. Często występowała wspólnie z mężem, dyrygentem i pianistą Klausem Donathem. Dokonała nagrań płytowych dla wytwórni Deutsche Grammophon, RCA, EMI i Philips Records.